# Pablo Ho Hyob
Pablo Ho Hyob, (en coreanoː 파블로 호에 효, romanizadoː Pabeullo Ho Hyo) (Seúl, 1796 - 30 de enero de 1840) fue un cristiano coreano, que sufrió del martirio, por negarse a abandonar sus creencias. Es venerado el 30 de enero.